# Kalven (Lom)
De Kalven is een berg behorende bij de gemeente Lom in de provincie Innlandet in Noorwegen. De berg, gelegen in Nationaal park Jotunheimen, heeft een hoogte van 1995 meter en maakt onderdeel uit van de bergkam Smørstabbtindene.
De Kalven is onderdeel van het gebergte Jotunheimen.